# Jerry Siegel
Jerome Siegel, mais conhecido como Jerry Siegel (Cleveland, 17 de Outubro de 1914 - Los Angeles, 28 de Janeiro de 1996) foi um artista, quadrinista estadunidense e uma das maiores figuras da história dos quadrinhos mundial, sendo o criador, em conjunto com Joe Shuster, do Superman.
Siegel e Shuster foram introduzidos no Will Eisner Comic Book Hall of Fame em 1992 e no Jack Kirby Hall of Fame em 1993.

## Biografia

### Infância e juventude
Nascido a 17 de Outubro de 1914 em Cleveland, Ohio. Jerry Siegel era filho de imigrantes judeus da Lituânia, o mais jovem de seis irmãos. Seu pai, Mitchell Siegel (nome real Mikhel Segalovich) foi um pintor de placas que abriu uma loja de materiais e encorajou seu filho com inclinações artísticas. Mitchell morreu após um ataque cardíaco, quando sua loja foi roubada. Jerry estava na escola primária nessa época.
A família de Siegel mudou-se para o bairro judeu de Glenville em 1928. Ele frequentou a Glenville High School em Cleveland, Ohio. Por volta dos 16 anos, em Glenville, ele fez amizade com Joe Shuster. trabalhou para um semanário estudantil, The Torch. Angariou alguma fama entre seus colegas com uma paródia de Tarzan chamada "Goober the Mighty." Aos dezesseis anos, ainda em Glenville, ele conheceu seu melhor amigo e futuro colaborador, Joe Shuster, Siegel descreveu sua amizade com Shuster, igualmente tímido e com óculos, além disso, Siegel encantara-se pela arte de Shuster, o qual desenhava especialmente bem. Siegel descreveu assim sua amizade com  Shuster:
| “ | Quando Joe e eu nos conhecemos, foi como dois elementos se juntassem em uma perfeita reação química. | ” |

Em 1929, aos 15 anos publicou seu primeiro fanzine, intitulado "Cosmic Stories". Muitos outros exemplares do mesmo gênero foram publicados mais tarde, mas seu sucesso pleno ainda estava por vir. E não demorou muito, pois veio juntamente com um futuro novo amigo, que acabara de mudar-se do Canadá. Esta pessoa era Joe Shuster.
Siegel se formou no colegial em junho de 1934.

### Primeiros trabalhos para a DC Comics (1935–1943)

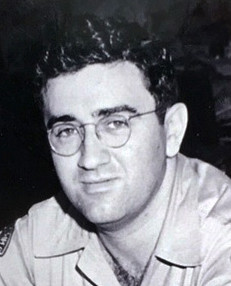
Jerry Siegel servindo no Havaí, 1944

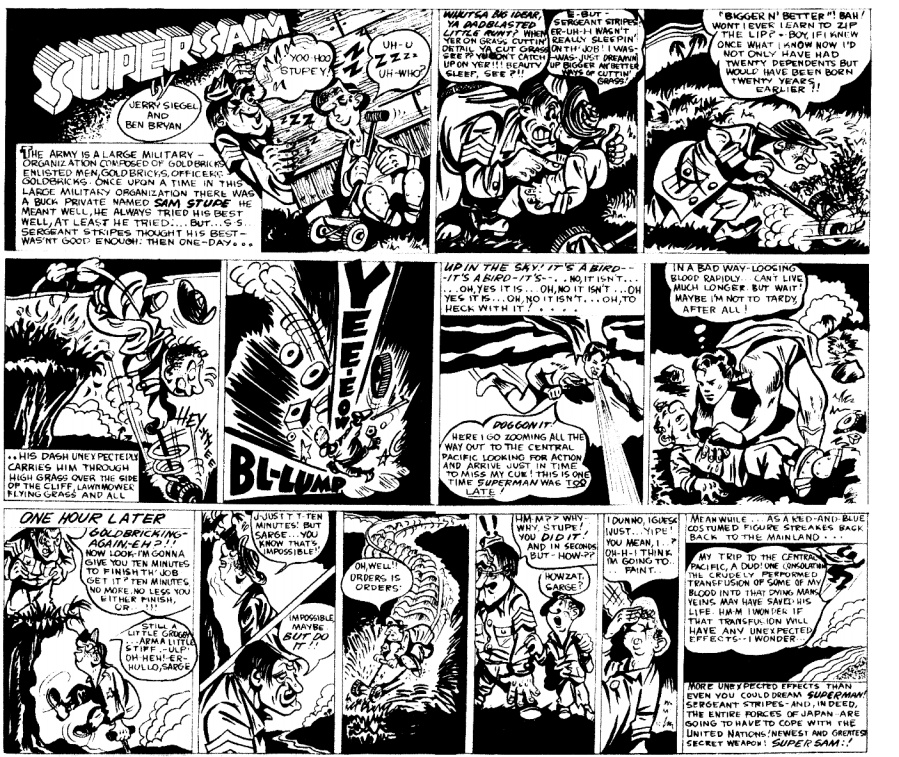
Primeira tira de Super Sam, apresentando uma aparição não autorizada de Superman.

Incapaz de pagar a faculdade, ele trabalhou em vários trabalhos de entrega, o tempo todo cortejando editores. No verão de 1935, ainda morando em Cleveland, ele e Shuster começaram a vender histórias em quadrinhos para a National Allied Publications, a principal precursora da DC Comics, em Nova York.
A dupla criativa iniciou o trabalho nos quadrinhos com a célebre revista do Major Malcolm Wheeler-Nicholson chamada New Fun. Os personagens iniciais foram o mosqueteiro "Henri Duval" e o lutador sobrenatural contra o crime Doutor Oculto, no número 6 de outubro de 1935.

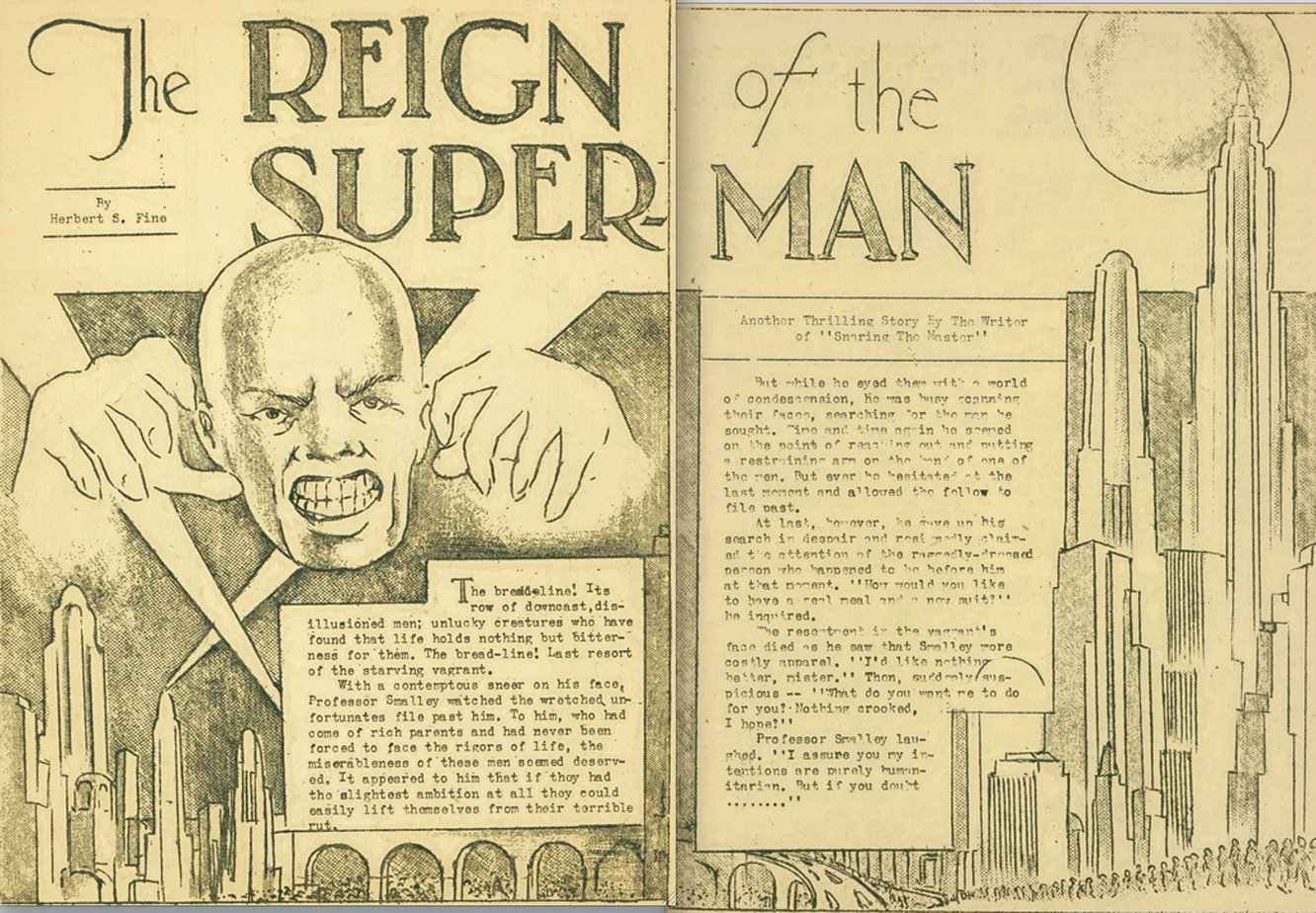
O megalomaníaco Bill Dunn foi o primeiro "Superman" criado por Siegel e Shuster.

Siegel e Shuster criaram um vilão careca telepata chamado "The Superman," que desejava dominar o mundo. Ele apareceu numa história curta chamada "The Reign of the Superman" de Science Fiction: The Advance Guard of Future Civilization #3, um fanzine de ficção científica que Siegel publicara em 1933. O personagem não fez sucesso. Depois de uma noite mal dormida em 1934, o personagem seria alterado para uma versão mais próxima do atual Superman. Siegel e Shuster começaram então a jornada de seis anos tentando encontrar um editor para o personagem. The Superman foi oferecido aos editores de Consolidated Book Publishing, que tinham publicado um livro de quadrinhos em preto e branco de 48 páginas chamado Detective Dan: Secret Operative No. 48. Mesmo respondendo com uma carta encorajadora aos jovens artistas, a Consolidated nunca mais voltaria a publicar quadrinhos. Shuster se irritou e queimou todas as páginas de The Superman, restando apenas a capa salva por Siegel que a retirou do fogo. Siegel e Shuster então alteraram o personagem tornando-o comparável a Slam Bradley, um aventureiro criado pela dupla e que aparecera em Detective Comics #1 (março de 1937). Em 1938, após uma proposta para More Fun Comics — publicado pela National Allied Publications, a precursora da DC Comics — o editor Vin Sullivan escolheu a nova aventura do personagem da dupla para a capa de Action Comics #1 (junho de 1938). No ano seguinte, Siegel & Shuster iniciaram a distribuição licenciada da tira do Superman.
Em março de 1938, eles venderam todos os direitos ao Superman para a editora de quadrinhos Detective Comics, Inc., outra precursora da DC, por US$ 130 (US$ 2 314 quando ajustados pela inflação). Siegel criaria o Espectro nesse mesmo período.
Siegel e Shuster mais tarde lamentaram sua decisão de vender o Superman depois que ele se tornou um sucesso surpreendente. A DC Comics agora possuía o personagem e recolheu os royalties. No entanto, a DC Comics contratou Siegel e Shuster,  como os principais roteirista e desenhista do Superman e eles foram bem pagos porque eram populares entre os leitores. Por exemplo, em 1942, eles ganharam US$ 63 776,46. Siegel comprou uma casa em University Heights e um carro.
Siegel foi recrutado pelo Exército dos Estados Unidos em 28 de junho de 1943. Seu número de serviço era 35 067 731. Ele foi treinado em Fort George G. Meade, onde foi treinado como "Mecânico de Motores de Aviões, Editor de Filmes, Cortador de Filmes, Homem de Relações Públicas ou Dramaturgo (Repórter de Cinema) ou Repórter". Ele foi postado em Honolulu, Havaí onde recebeu um trabalho de redator em publicações militares como Stars and Stripes, Midpacifican e Yank, the Army Weekly, Ele se concentrou principalmente em colunas de comédia. Em Stars and Stripes, ele tinha uma pequena coluna de humor intitulada "Take a Break wit T/5 Jerry Siegel. Em Midpacifican, ele escreveu a história em quadrinhos Super Sam, na qual um soldado do Exército ganha superpoderes depois de receber uma transfusão de sangue do Superman. Essa história não foi autorizado pela DC Comics. Siegel deu baixa em 21 de janeiro de 1946, no posto de Técnico 4º Grau.

### Carreira no pós-guerra (1946–1959)
Durante seu serviço no Havaí, Siegel aprendeu com seu amigo Shuster que a DC Comics havia publicado uma história com uma versão infantil do Superman chamada Superboy", que foi baseada em uma história não vendida por Siegel. Como a DC Comics nunca comprou os direitos autorais do Superboy de Siegel, Siegel processou a DC Comics pelos direitos do Superboy. Um segundo problema que tiveram com a DC Comics foi que a DC os enganou com os royalties do programa de rádio do Superman e das mercadorias. Siegel e Shuster processaram simultaneamente os direitos do Superman. Na conclusão do julgamento, Siegel e Shuster concordaram em renunciar aos direitos autorais de Superman e Superboy em troca de um acordo de pouco mais de US$ 94 000. Os papéis de Siegel em 1948 sugerem que ele ficou com US$ 29 000 depois de pagar suas custas judiciais, mas antes de resolver seu divórcio.
Após a guerra, Siegel mudou-se para Nova York.
Entre 1937 e 1947 (ou seja, durante o período do contrato), Siegel e seu amigo Shuster haviam ganho juntos mais de US$ 400 000 enquanto trabalhavam na DC Comics.
Em 1946, Siegel e Shuster, ao final do período do contrato de dez anos para produzirem as histórias do Superman, processaram a National pelos direitos do personagem. Em 1947, a dupla voltara ao editor Sullivan, que fundara e era o editor da Magazine Enterprises; na nova editora lançaram o cômico combatente do crime chamado Funnyman. Esta foi a última colaboração deles. Siegel então assumiu trabalhos de redação freelancer. Alguns deles incluem a tira de jornal Tallulah, e revistas em quadrinhos como Lars of Mars e G.I. Joe. Siegel então assumiria o cargo de diretor de arte da editora Ziff-Davis, em princípio da década de 1950.

### Volta para a DC Comics (1959-1965)
Siegel retornou à DC Comics em 1959, a pedido de sua segunda esposa. Embora ele tenha escrito algumas histórias do Superman, ele não tinha mais nenhum controle criativo, mas respondeu à direção de seu editor. Durante esse tempo, ele escreveu extensivamente sobre o grupo Legião dos Super-Heróis, adicionando muitos personagens duradouros ao seu elenco. As contribuições de Siegel durante esse período são difíceis de determinar, porque a DC Comics geralmente não forneceu créditos para criadores. Seu último trabalho para a DC foi uma história curta incluída na revista Superman's Pal Jimmy Olsen #89 (dezembro de 1965). A DC Comics deixou de lhe dar trabalho em 1966, quando a empresa soube que Siegel e Shuster estavam planejando um segundo processo para recuperar os direitos autorais de Superman.  Ele perdeu o processo.
Siegel voltou a ter dificuldades financeiras após essa segunda demissão, pois não conseguiu encontrar trabalhos regulares de redação. Em 1975, ao ouvir que a Warner Bros. estava produzindo um filme do Superman, Siegel alertou a imprensa sobre sua condição. Em resposta, a Warner Bros concordou em conceder a Siegel e Shuster uma bolsa vitalícia de US$ 20.000 por ano, posteriormente aumentada para US$ 30 000, em troca de nunca mais contestar a propriedade dos direitos autorais do Superman.

### Trabalhos posteriores
Siegel mais tarde trabalharia para a Marvel Comics, usando o pseudônimo de "Joe Carter" ao roteirizar as aventuras do "Tocha Humana" que apareceram na revista Strange Tales #112-113 (setembro-outubro de 1963), criando a namorada adolescente do herói chamada Doris Evans; e, com seu próprio nome, uma história retroativa dos X-Men com o Anjo, que apareceu em Marvel Tales e Ka-Zar.[carece de fontes?] Em 1966, Siegel escreveu também para a  Archie Comics, quando criou histórias para os heróis The Fly, The Mighty Crusaders, The Web e Steel Sterling; para a Charlton Comics, onde criou os super-heróis; Mr. Muscles e Nature Boy. A série Mr. Muscles teve duas edições e Nature Boy, três.; e para a inglesa Lion, escrevendo para aventuras de The Spider. Em 1968 ele trabalhou para a Western Publishing, escrevendo histórias dos Junior Woodchucks (Escoteiros-mirins), criados por Carl Barks. Na década de 1970, ele foi contratado pela Mondadori Editore, na época, editora italiana dos quadrinhos da Disney que publicava a revista Topolino (nome do Mickey Mouse no país), creditado como roteirista ("soggettista e sceneggiatore").
Nos anos 80, ele trabalhou com Val Mayerik em "The Starling", que apareceu na revista em quadrinhos Destroyer Duck. Uma série projetada, The Starling, sobre uma mulher lutando para criar seu filho meio alienígena e metamorfose depois que seu pai alienígena, morto e abandonado, ficou inacabada devido à morte de Siegel em 1996. Também na década de 1980, Seigel escreveu para a editora de quadrinhos Aardvark-Vanaheim.
Em 1986, Siegel foi convidado pelo editor da DC Comics, Julius Schwartz, para escrever uma aventura imaginária do Superman chamada Whatever Happened to the Man of Tomorrow?, a última história do personagem antes de ser reformulado na fase pós-Crise pelas mãos de John Byrne com a minissérie The Man of Steel. Siegel não aceitou e o roteiro passou para Alan Moore. A história foi publicada em setembro de 1986 em duas partes nas revistas Superman #423 e Action Comics #583.
Siegel morreu em 1996. Em 2005, ele foi premiado postumamente com o prêmio Bill Finger pela excelência de seus escritos para os quadrinhos. Ele entrou para o Hall da Fama Jack Kirby em 1993.

## Ações na Justiça

### Siegel & Shuster versus Time Warner
Em 1975, Siegel lançou uma campanha pública de protesto contra a DC Comics, reclamando do tratamento que ele e Shuster recebiam da empresa.  A Warner Communications que controlava a DC aceitou pagar aos autores uma quantia vitalícia de 20 mil dólares por ano e garantiu que todos os quadrinhos, episódios de série de TV (que inclui a popular série Smallville), filmes e mais tarde jogos eletrônicos com o Superman fossem creditados como "Superman, criado por Jerry Siegel e Joe Shuster."

### Herdeiros de Siegel versus Time Warner
Em 16 de abril de 1999, a viúva de Siegel, Joanne Siegel, e a filha deles, Laura Siegel Larson, intimaram a empresa sobre direitos autorais. Warner Bros. contestou essa intimação o que levaria a uma batalha legal. Em 26 de março de 2008, o Juiz Stephen G. Larson da Corte da Califórnia sentenciou que os  Siegel ficassem com uma parte dos direitos no país do personagem. A sentença não afeta os direitos internacionais da Time Warner e da sua subsidiária DC Comics. Isso valia para os trabalhos publicados a partir de 1999.

### Superboy
Superboy foi objeto de uma batalha legal entre Time Warner, a proprietária da DC Comics e os herdeiros de Jerry Siegel. Os Siegels alegaram que Jerry Siegel era um trabalhador avulso quando propôs o personagem, que foi rejeitado pela DC à época. Quando retornou da Segunda Guerra Mundial, Siegel soube que a DC publicara uma história do Superboy, similar à sua proposta.
Em 23 de março de 2006, o Juiz federal Ronald S. W. Lew deu ganho de causa aos Siegel. Warner Bros. e DC Comics entraram com recurso e ajuizaram uma moção em janeiro de 2007. Em 27 de julho de 2007, o Juiz Federal Larson (substituto de Lew) revogou a primeira sentença.